# هالک شگفت‌انگیز (بازی ویدئویی ۲۰۰۸)
«هالک شگفت‌انگیز» (انگلیسی: The Incredible Hulk) یک بازی ویدئویی در سبک بازی اکشن است که توسط سگا و در سال ۲۰۰۸ و در پلت‌فرم‌های نینتندو دی‌اس، وی، اکس‌باکس ۳۶۰، پلی‌استیشن ۲، پلی‌استیشن ۳، و مایکروسافت ویندوز منتشر شده‌است.